# Sao Tomé en Principe van A tot Z

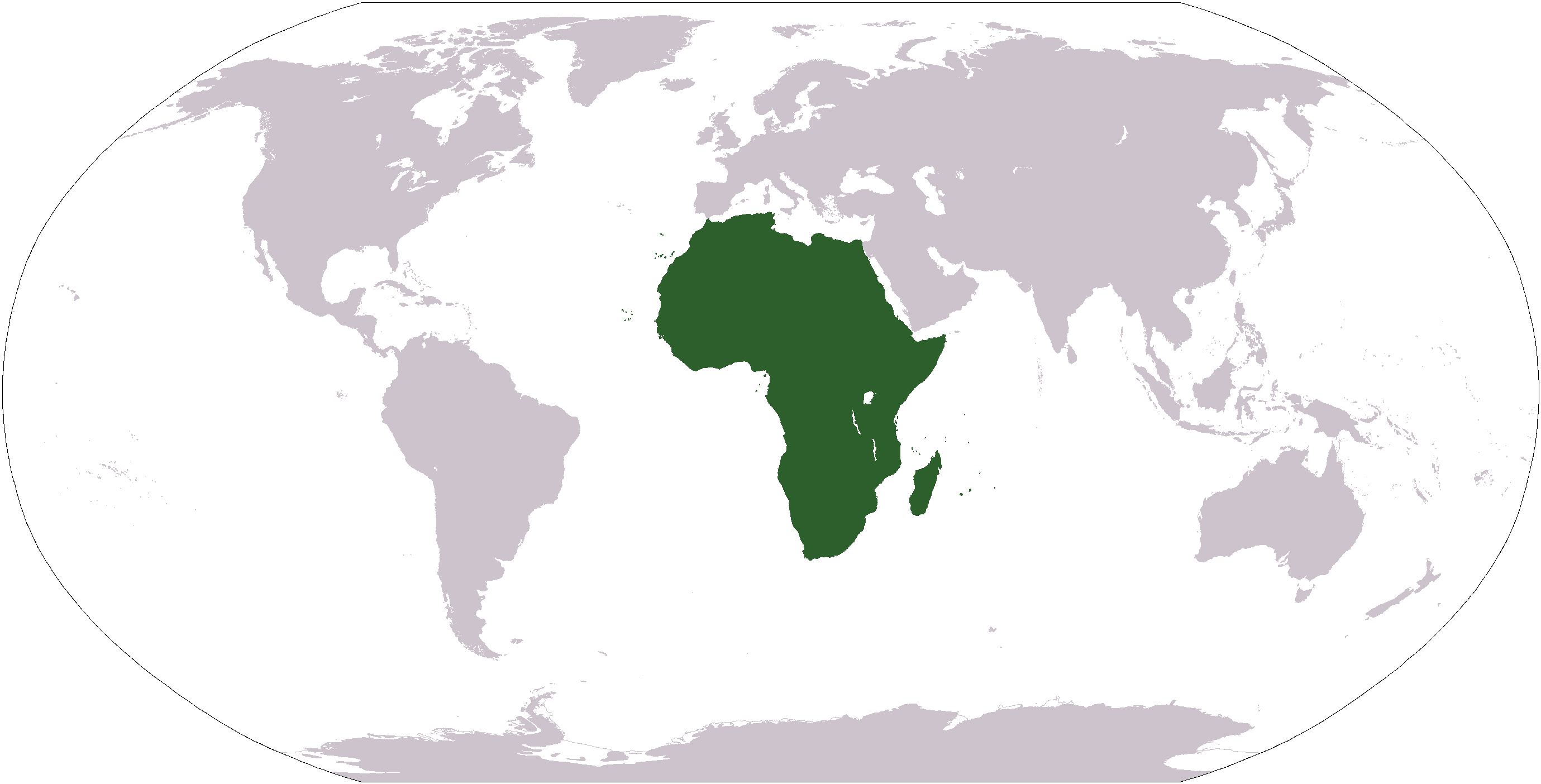
Locatie van Afrika in de wereld

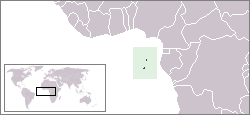
Locatie van Sao Tomé en Principe in Centraal-West-Afrika

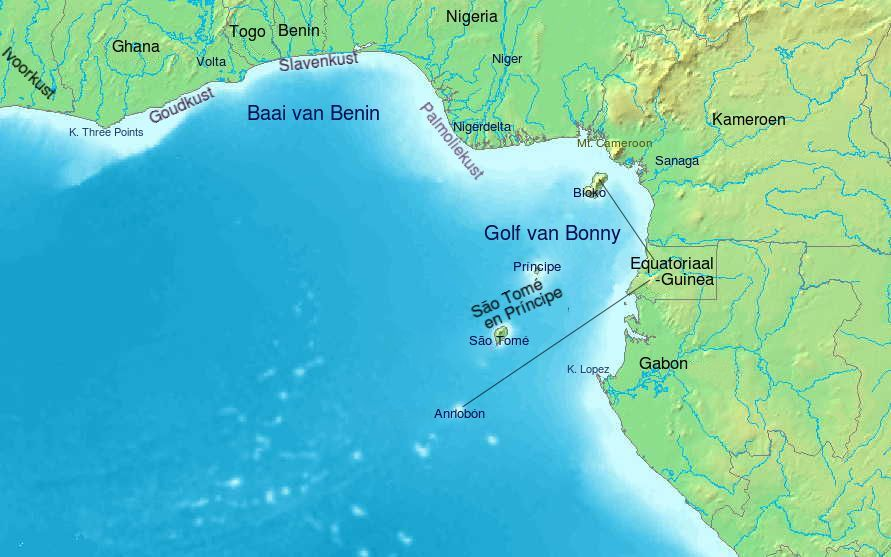
Locatie van Sao Tomé en Principe in de Golf van Guinee

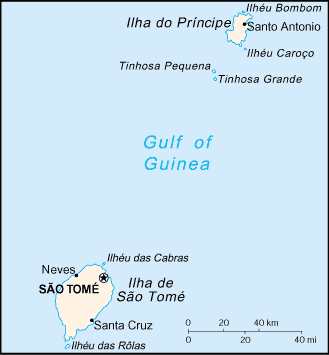
Kaart van Sao Tomé en Principe

## #
.st, 1º de Maio, 6 de Setembro

## A
Acção Democrática Independente, Agathotoma finalis, Agrosport, Água Grande, Air São Tomé e Príncipe, Damião Vaz d'Almeida, Leonel Mário d'Alva, Amador (voetbalclub), Amaurocichla, Andorinha Sport Club, Angolar, Apletodon wirtzi, Assembleia Nacional

## B
Bairros Unidos FC, Banco Central de São Tomé e Príncipe, Beker van Sao Tomé en Principe, Bela Vista (voetbalclub), Bisdom Sao Tomé en Principe, Bloedbad van Batepá, Bonte wormsalamander, Joaquim Rafael Branco

## C
Calulu, Cantagalo (Sao Tomé en Principe), Maria do Carmo Silveira, Evaristo Carvalho, João Paulo Cassandra, José Cassandra, Caué, Centro hospitalar de São Tomé, Clepticus africanus, Coligação Democrática da Oposição, Comité Olímpico de São Tomé e Príncipe, Christopher Lima da Costa, Gabriel Arcanjo da Costa, Guilherme Posser da Costa, Manuel Pinto da Costa, Crassispira sacerdotalis, Crocidura thomensis, Cyphonisia nesiotes

## D
Deelgebieden van Sao Tomé en Principe, Desportivo de Guadalupe, Desportivo de Oque d'El Rei, Desportivo Marítimo, Didogobius amicuscaridis, Dohrns lijstertimalia, Dreptes

## E
Estádio Nacional 12 de Julho

## F
FC Aliança Nacional, FC Neves, FC Porto Real, Federação Santomense de Futebol, Fumilay Fonseca, Forro (taal), Forte de São Sebastião

## G
GD Os Operários, GD Sundy, Gibberula cucullata, Gibberula modica, Goliaf Air, Naide Gomes, Ronaldinho Gomes, Gorogobius stevcici, Carlos Graça, Granulina parilis, Grupo Desportivo Cruz Vermelha, Guadalupe (Sao Tomé en Principe)

## H
Hemidactylus principensis, Hipposideros thomensis

## I
Ilhéu Bom Bom, Ilhéu Caroço, Ilhéu das Cabras, Ilhéu das Rolas, Ilhéu de Santana, Independência total, Inter Bom-Bom, ISO 3166-2:ST

## K
Katholieke Kerk in Sao Tomé en Principe

## L
Jorge Lasset dos Santos, Lembá, Leptopelis palmatus, Lijst van amfibieën in Sao Tomé en Principe, Lijst van bekende gebouwen in Sao Tomé en Principe, Lijst van bekende Santomezen, Lijst van premiers van Sao Tomé en Principe, Lijst van presidenten van Sao Tomé en Principe, Lijst van reptielen in Sao Tomé en Principe, Lijst van Santomese ministers van Buitenlandse Zaken, Lijst van vliegvelden in Sao Tomé en Principe, Lijst van vogels in Sao Tomé en Principe, Lijst van zoetwatervissen in Sao Tomé en Principe, Lijst van zoogdieren in Sao Tomé en Principe, Lijst van zoutwatervissen in Sao Tomé en Principe, Lobata (district), Luchthaven São Tomé Internationaal

## M
Marginella chalmersi, Marginella gemma, Marginella liparozona, Marginella melvilli, Aurélio Martins, Manuel António Mendes dos Santos, Fradique de Menezes, Mé-Zóchi, Movimento de Libertação de São Tomé e Príncipe-Partido Social Democrata, Movimento Democrático das Forças da Mudança-Partido Liberal, Movimento Novo Rumo, Myonycteris brachycephala

## N
Yazaldes Nascimento, Neospiza, Neves, Maria das Neves, Jair Nunes

## O
Os Dinâmicos

## P
Palpimanus hesperius, Parque Natural Ôbo, Partido de Convergência Democrática-Grupa de Reflexão, Pholcus circularis, Pico Cão Grande, Pico de Príncipe, Pico de Sao Tomé, Plesiocystiscus gutta, Plesiocystiscus josephinae, Pradoxa confirmata, Zeferino dos Prazeres, Principe (eiland), Principecreools, Principe-glansspreeuw, Principelijster

## Q
Lecabela Quaresma

## R
Resolutie 180 Veiligheidsraad Verenigde Naties, Resolutie 183 Veiligheidsraad Verenigde Naties, Resolutie 218 Veiligheidsraad Verenigde Naties, Resolutie 373 Veiligheidsraad Verenigde Naties, Ribeira Peixe (voetbalclub)

## S
Santana (Sao Tomé en Principe), Santana FC, Alda Neves da Graça do Espírito Santo, Santo António (Sao Tomé en Principe), Santomees voetbalelftal, Santomees vrouwenvoetbalelftal, Santomese dobra, São João dos Angolares, Sao Tomé (eiland), Sao Tomé (stad), Sao Tomé en Principe, Sao Tomé en Principe op de Olympische Jeugdzomerspelen 2010, Sao Tomé en Principe op de Olympische Spelen, Sao Tomé en Principe op de Olympische Zomerspelen 1996, Sao Tomé en Principe op de Olympische Zomerspelen 2000, Sao Tomé en Principe op de Olympische Zomerspelen 2004, Sao Tomé en Principe op de Olympische Zomerspelen 2008, Sao Tomé en Principe op de Olympische Zomerspelen 2012, São-Tomélijster, Scaevatula amancioi, Scaevatula pellisserpentis, Scelidocteus baccatus, Sé Catedral de Nossa Senhora da Graça de São Tomé, Alcino Silva, José da Silva, Ludgério da Silva, Smeringopus thomensis, Sporting Clube Praia Cruz, Sporting do Príncipe, STP Airways, Supremo Tribunal de Justiça (Sao Tomé en Principe)

## T
Tadarida tomensis, Teinostoma fernandesi, Teinostoma funiculatum, Thalassoma newtoni, Tinhosa Grande, Tinhosa Pequena, Carlos Tiny, Transafrik, Trindade (Sao Tomé en Principe), Miguel Trovoada, Patrice Trovoada

## U
União Desportiva Aeroporto, Picão e Belo Monte, União Desportiva Rei Amador, União Desportiva Sardinha e Caça de Água-Izé

## V
Vitória FC (Riboque), Vlag van Sao Tomé en Principe, Vliegveld Principe, Voetbalkampioenschap van Principe, Voetbalkampioenschap van Sao Tomé, Voetbalkampioenschap van Sao Tomé - Tweede niveau, Voetbalkampioenschap van Sao Tomé en Principe, Volvarina insulana, Vrouwenvoetbalkampioenschap van Sao Tomé en Principe

## W
Wapen van Sao Tomé en Principe